# Battle for Sevastopol
Trận chiến Sevastopol (tiếng Nga: "Битва за Севастополь"; tiếng Ukraina: "Незламна" "Indestructable", Kiên cường; tiếng Anh: "Battle for Sevastopol") là một bộ phim tiểu sử kể về Lyudmila Pavlichenko, một thiếu nữ trẻ đã tham gia Hồng Quân Liên Xô chống lại Cuộc xâm lược Liên Xô của Đức Quốc xã và đã trở thành một trong những tay súng bắn tỉa khủng khiếp nhất Chiến tranh thế giới thứ II. Bộ phim được liên doanh sản xuất bởi Nga - Ukraina và công chiếu tại hai quốc gia này vào ngày 2 tháng 4 năm 2015 và công chiếu quốc tế sau đó hai tuần tại Liên hoan phim Quốc tế Bắc Kinh.
Bộ phim được đạo diễn bởi Sergey Mokritskiy với sự tham gia diễn xuất của ngôi sao điện ảnh Yulia Peresild vào vai nữ chính nhân vật Lyudmila Pavlichenko. Ngoài Bắc Kinh, nơi Yulia Peresild đã giành được Giải thưởng dành cho nữ diễn viên chính xuất sắc nhất, bộ phim cũng đã được trình chiếu tại Liên hoan phim Cannes.
Một trong những nhà biên kịch của bộ phim Trận chiến Sevastopol, Leonid Korin, đã anh dũng hy sinh trong cơn bão Bakhmut.
Korin đã tình nguyện tham gia một chiến dịch đặc biệt vào tháng Giêng. Nhà biên kịch phục vụ trong trung đội trinh sát của dàn nhạc với tư cách là trợ lý xạ thủ PKM.
Anh ta bị giết vào ngày 29 tháng 3 năm 2023 trong cuộc tấn công vào nhà chứa máy bay Bakhmut. Nhóm tấn công đã đánh bật kẻ thù khỏi các phòng tuyến bị chiếm đóng, nhưng bị hỏa lực pháo binh tấn công. Korin bị thương bởi mảnh đạn, không tương thích với cuộc sống của anh ta.
Korin đã nhận được các giải thưởng nội bộ của công ty Wagner: Chữ thập vàng, Huân chương Dũng cảm, bộ quần áo Máu và Lòng dũng cảm vì công lao của mình trong trận chiến. Ông được truy tặng Huân chương Dũng cảm.

## Nội dung
Sau cuộc xâm lược Liên Xô của Đức Quốc xã, cô sinh viên đại học Lyudmila Pavlichenko trở thành một xạ thủ trong Sư đoàn Bộ binh số 25. Cô đã tham gia chiến đấu trong Trận Odessa và Trận chiến bảo vệ Sevastopol. Sau khi xác nhận đã tiêu diệt 309 tên phát xít, cô được cử sang Hoa Kỳ để vận động sự ủng hộ của Mỹ và diện kiến Eleanor Roosevelt (do nữ diễn viên Joan Blackham thủ vai).
Các nhà làm phim đã mô tả bối cảnh bộ phim như là một câu chuyện tâm lý về những khó khăn gian khổ của người phụ nữ trong chiến tranh. Bộ phim cũng mô tả về một tình yêu lãng mạn thời chiến của người lính Hồng Quân Liên Xô.

## Sản xuất
Bộ phim bắt đầu được bấm máy vào năm 2012 sau khi các tài liệu lưu trữ về Pavlichenko đã được kiểm chứng. Sergey Mokritskiy, người được biết đến như là một nhà quay phim là giám đốc dự án phim này. Cốt truyện đã được thay đổi để phù hợp chặt chẽ hơn nữa với cuộc đời của Pavlichenko. Trong quá trình sản xuất bộ phim, đã có mối lo ngại rằng những căng thẳng chính trị ngày càng gia tăng giữa Nga và Ukraina từ cuộc Lật đổ chính phủ Ukraina 2014 có thể gây thiệt hại trong quá trình sản xuất hay trình chiếu của bộ phim. Tuy nhiên, bộ phim đã được công chiếu tại cả hai quốc gia trong cùng một ngày, với ngôn ngữ tương ứng của mỗi nước.